# William Pike (Offizier)
Sir William Gregory Huddleston Pike, KCB, CBE, DSO (* 24. Juni 1905 in Scarborough, Yorkshire, England; † 10. März 1993 in Alton, Hampshire, England) war ein britischer Offizier und zuletzt Generalleutnant der British Army, der unter anderem von 1960 bis 1963 Vize-Chef des Imperialen Generalstabes (Vice Chief of the Imperial General Staff) war. Darüber hinaus bekleidete er zwischen 1963 und 1966 das zeremonielle Amt des Lieutenant of the Tower of London und war zudem von 1969 bis 1975 Chief Commander of the St John Ambulance.

## Leben

### Offiziersausbildung und Zweiter Weltkrieg
William Gregory Huddleston Pike war der Sohn von Sydney Royston Pike, der als Hauptmann in der Royal Artillery diente, und dessen Ehefrau Sarah Elizabeth Huddleston Pike. Sein jüngerer Bruder war Marshal of the Royal Air Force Sir Thomas Geoffrey Pike, GCB, CBE, DFC (1906–1983), der unter anderem zwischen 1960 und 1963 Chef des Luftwaffenstabes (Chief of the Air Staff) sowie zuletzt von 1964 bis 1967 stellvertretender Oberkommandierender der Alliierten NATO-Streitkräfte in Europa (Deputy Supreme Allied Commander Europe) war. Er absolvierte nach dem Besuch der Bedford School und des Marlborough College eine Offiziersausbildung an der Royal Military Academy Woolwich und wurde nach deren Abschluss am 28. Januar 1925 als Second Lieutenant in die Royal Artillery übernommen. In den folgenden Jahren fand er zahlreiche Verwendungen als Offizier und Stabsoffizier.
Während des Zweiten Weltkrieges übernahm er in den kommissarischen Rängen eines Acting Lieutenant-Colonel und Acting Colonel beziehungsweise in den zeitlich befristeten Dienstgraden eines Temporary Lieutenant-Colonel und Temporary Colonel verschiedene Aufgaben. Aufgrund seiner militärischen Verdienste wurde er 1943 zum Companion des Distinguished Service Order (DSO) ernannt. Gegen Kriegsende wurde er am 11. März 1945 Kommandeur der 59. Heeresartilleriegruppe (59th Army Group Royal Artillery) und erhielt in dieser Funktion am 19. März 1945 den kommissarischen Rang eines Acting Brigadier sowie am 10. September 1945 den zeitlich befristeten Dienstgrad als Temporary Brigadier.

### Nachkriegszeit und Aufstieg zum Generalleutnant

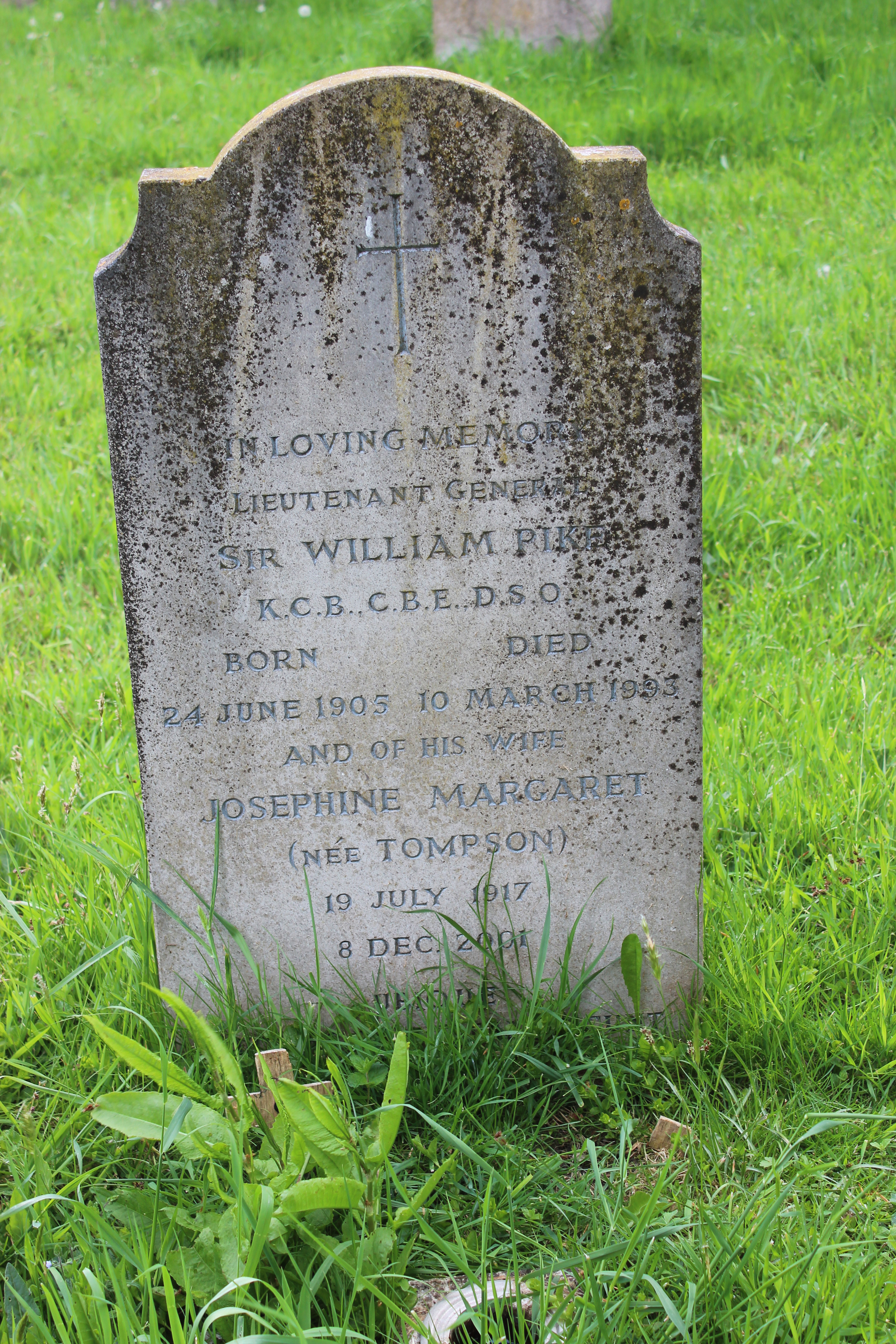
Grabstätte von William Pike auf dem Friedhof in Bentley, Hampshire.

Während verschiedener Funktionen nach Kriegsende wurde Pike am 23. August 1948 zum Lieutenant-Colonel und am 2. Dezember 1949 zum Colonel befördert, wobei diese Beförderung auf den 16. März 1949 zurückdatiert wurde. Er kehrte ins Kriegsministerium zurück und war zwischen Januar 1950 und Mai 1951 stellvertretender Direktor für militärische Operationen (Deputy Director of Military Operations). Während des Koreakrieges war er zwischen 1951 und 1952 Kommandeur Artillerie der dort eingesetzten 1. Division (Commander Royal Artillery, 1st Commonwealth Division) und wurde für seine dortigen Verdienste 1952 Commander des Order of the British Empire (CBE) sowie am 24. Juni 1953 zum Brigadier befördert.
Nach seiner Ernennung in den zeitlich befristeten Dienstgrad als Temporary Major-General kehrte William Pike ins Kriegsministerium zurück und war zwischen dem 1. Juli 1954 und dem 1. Juni 1957 Direktor für Stabsdienste des Heeres (Director of Staff Duties, War Office). In dieser Verwendung wurde er am 7. August 1955 zum Major-General befördert und für seine Verdienste während der Suezkrise 1956 auch zum Companion des Order of the Bath (CB) ernannt. Danach fungierte er vom 6. Oktober 1957 bis zum 16. Mai 1960 als Chef des Stabes der Landstreitkräfte im Fernen Osten (Chief of Staff, Far East Land Forces).
Nachdem Pike am 8. August 1960 zum Lieutenant-General befördert wurde, übernahm er von Generalleutnant Sir William Henry Stratton den Posten als Vize-Chef des Imperialen Generalstabes (Vice Chief of the Imperial General Staff) und bekleidete diesen bis zum 2. September 1960, woraufhin Generalleutnant Sir Geoffrey Harding Baker seine dortige Nachfolge antrat. Während dieser Zeit wurde er im Zuge der sogenannten „Birthday Honours“ am 10. Juni 1961 als Knight Commander des Order of the Bath (KCB) geadelt, so dass er fortan das Prädikat „Sir“ führte. Am 30. September 1963 schied er aus dem aktiven Militärdienst und trat in den Ruhestand.
Danach bekleidete Sir William Pike als Nachfolger von Generalleutnant Sir Roger Bower zwischen dem 10. September 1963 und seiner Ablösung durch Generalleutnant Sir Richard Craddock am 10. September 1966 das zeremonielle Amt des Lieutenant of the Tower of London. Außerdem war er zwischen 1969 und 1975 Chief Commander of the St John Ambulance, eine zum Order of Saint John gehörende Reihe von angeschlossenen Organisationen in verschiedenen Ländern, die Erste-Hilfe- und Rettungsdienste unterrichten und anbieten und hauptsächlich von Freiwilligen besetzt sind.
Aus seiner Ehe mit Josephine „Josie“ Tompson ging der Sohn Hew Pike (* 1943) hervor, der später ebenfalls Generalleutnant sowie zuletzt von 1998 bis 2001 Oberkommandierender der British Army in Nordirland war und ebenfalls zwischen 2004 und 2007 das Ehrenamt des Lieutenant of the Tower of London bekleidete.